# LOHAFEX

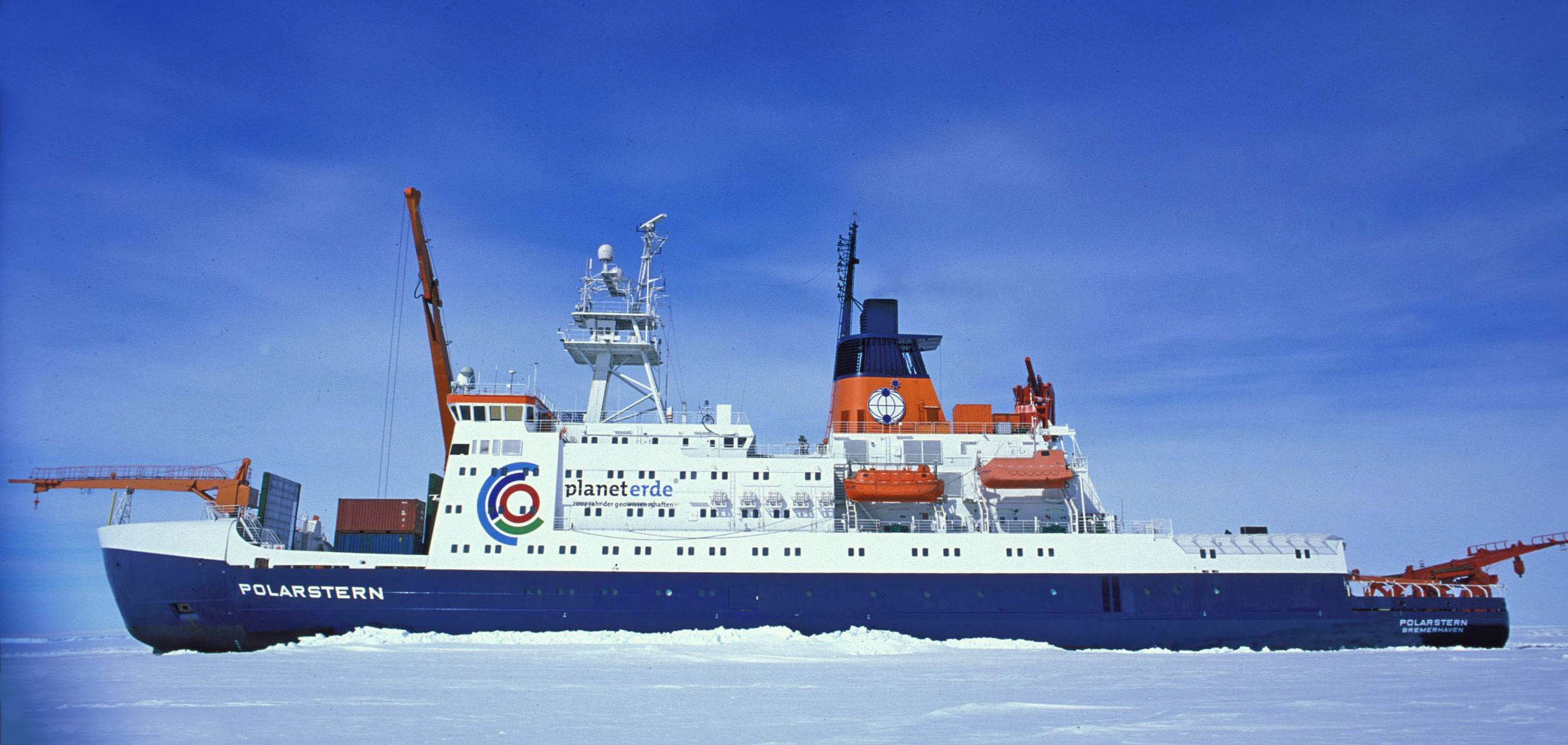
El buque de investigación polar alemán POLARSTERN en la bahía de Atka, Antártida, durante el suministro a la estación Neumayer.

LOHAFEX es el primero de una nueva generación de experimentos de fertilización con hierro dirigido a aminorar los efectos dañinos del cambio climático global. El experimento pretende fertilizar el océano con hierro, usando el rompehielos alemán "Polarstern". Entre enero y marzo de 2009 estimularán el rápido crecimiento del fitoplancton en un área de 300 km² de aguas ántarticas, fertilizándolas con 20 toneladas de sulfato de hierro. La fertilización con hierro del plancton se quiere estudiar como posible vía para acelerar la captura de carbono de la atmósfera y luchar así contra el cambio climático.

## Participación
El equipo está compuesto por 32 investigadores de India, 11 de Alemania y 10 de otros países como Italia, España, Chile, Francia, Inglaterra y Estados Unidos, liderados por los Drs. W. Naqvi (NIO, Goa, India) y V. Smetacek (AWI, Bremerhaven, Alemania) . Ellos abordarán el "Polarstern" en Ciudad del Cabo, Sudáfrica, el 7 de enero de 2009, para continuar al área de estudio en al sector sudoeste del Océano Atlántico cerca de 50ºS, 37ºW.

## El experimento
LOHAFEX estimulará el rápido crecimiento del fitoplancton en un área de 300 km², fertilizándola con 20 toneladas de sulfato de hierro disuelto. La idea es estudiar durante 2,5 meses los efectos del crecimiento masivo de microalgas sobre el intercambio de CO2 entre el océano y la atmósfera, así como sobre la estructura y relaciones tróficas de ambientes pelágicos y bentónicos.
Los resultados del experimento son de gran interés para ecólogos y geoquímicos marinos, ya que el fitoplancton no solo provee el alimento que mantiene la vida en océano, sino que también juega un rol clave en la regulación de las concentraciones del gas invernadero CO2 en la atmósfera.
Contrastar la hipótesis antes mencionada es uno de los objetivos de LOHAFEX. Otro propósito es estudiar el efecto de la fertilización sobre el zooplancton, en particular el krill, elemento clave en la trama trófica Antártica. La biomasa de krill ha declinado más de 80% durante las últimas décadas, y su respuesta al incremento de productividad determinada por la fertilización, indicará si ésta sostenida declinación es debido a la evidente disminución de la productividad de la zona. Por tanto, la fertilización con hierro de lugares habitados por krill, podría ayudar a incrementar su biomasa hacia valores antes reportados y facilitar también la recuperación de las diezmadas poblaciones de ballenas.

## Experimentos anteriores
Anteriormente se ha mostrado que la fertilización, de un parche de la superficie del océano Antártico, resulta en un rápido crecimiento del fitoplancton, el cual mediante la fotosíntesis convierte cantidades sustanciales de CO2 disuelto en el agua, en biomasa de fitoplancton. La disminución de CO2 en la capa superficial, causada por la conversión a biomasa fitoplanctónica, es compensada por la entrada desde la atmósfera hasta alcanzar nuevamente el equilibrio.
La biomasa fitoplanctónica consumida y respirada por el zooplancton y los microorganismos en la superficie del océano, es devuelta a la atmósfera en períodos de semanas a meses, pero el carbono almacenado en partículas orgánicas en forma de agregados de fito-detritus y pellet fecales de zooplancton que sedimenta hasta el océano profundo, es secuestrado de su intercambio con la atmósfera por centurias.
Respecto a lo anterior, el destino del carbono fitoplanctónico generado no ha podido ser adecuadamente estudiado en experimentos anteriores. Si la Antártida completa (cuya superficie es de unos 50 millones km²) pudiera ser fertilizada y una fracción de la biomasa fitoplanctónica, equivalente a 20 gC m-2, se hundiera hasta 1000 m de profundidad, alrededor de 1 billón de toneladas de carbono (1 Gt) por año podría ser secuestrada por varios siglos. 

## Controversia
El experimento desde su anuncio se vio envuelto en la controversia y las críticas pronto surgieron desde todos los sectores, no solo ecologistas, sino también científicos y políticos. Ello es debido no solo al temor de a alterar artificialmente el clima, sin prever sus consecuencias, sino además, el experimento viola la moratoria global sobre fertilización del océano establecida a través del Convenio de Diversidad Biológica (CDB).